# Bigi Sma Dey
Bigi Sma Dey, bigismadei of Bigisma Dey (Ouderendag) is een evenement in Suriname. De dag is bedoeld als ontmoetingsdag voor seniore burgers en wordt meestal begeleid door muziek, dans, zang, eten en drinken. De dag kent geen vaste datum en wordt in principe jaarlijks gehouden. De ondergrens voor de leeftijd van de doelgroep varieert tussen 70 en 60 jaar.
De dag wordt ondersteund door het ministerie van Sociale Zaken en Volkshuisvesting (SoZaVo). Op landelijk niveau zou de dag geïntroduceerd zijn door de Javaans-Surinaamse politieke partij Pertjajah Luhur (PL), ten tijde van haar regeerperiode (2000-2015). De aanleiding tot de invoering van de dag vormde de afkondiging van de Dag van de Senioren op 1 oktober 1991 door de Verenigde Naties. Naast de overheid wordt de dag ook door andere organisaties georganiseerd, zowel in samenwerking met de overheid als zelfstandig. Daarnaast kent het evenement rond 2010 ingang binnen de Surinaamse gemeenschap in Nederland.